# Criterios de Copenhague
| Lo que un Estado europeo candidato debe cumplir para adherirse a la Unión Europea |
| --- |
| Criterio político la existencia de instituciones estables que garanticen la democracia, el Estado de derecho, el respeto de los derechos humanos y el respeto y protección de las minorías. |
| Criterio económico la existencia de una economía de mercado viable, así como la capacidad de hacer frente a la presión competitiva y las fuerzas del mercado dentro de la Unión.            |
| La capacidad para asumir las obligaciones que se derivan de la adhesión, especialmente aceptar los objetivos de la unión política, económica y monetaria.                                   |
| Haber creado las condiciones para su integración mediante la adaptación de sus estructuras administrativas.                                                                                 |

Los criterios de Copenhague, o criterios de adhesión, son las condiciones previas que debe respetar todo país que desee convertirse en un Estado miembro de la Unión Europea (UE). Estos criterios de adhesión fueron establecidos en junio de 1993 en el Consejo Europeo celebrado en la ciudad de Copenhague (Dinamarca), de la que toman su nombre. Luego fueron completados en el Consejo Europeo de Madrid de 1995.
Toda solicitud de adhesión es objeto de un dictamen de la Comisión Europea y de una decisión del Consejo Europeo. La Comisión se basa en los criterios de Copenhague para emitir su dictamen relativo a las solicitudes de adhesión. Los criterios requieren que el Estado tenga unas instituciones que preserven la gobernabilidad democrática y los derechos humanos, una economía de mercado en funcionamiento, y que el Estado acepte las obligaciones e intenciones de la UE. Aunque se haya otorgado el estatuto de país candidato al país solicitante, eso no implica el inicio inmediato de negociaciones con vistas a la adhesión. Para ello, debe cumplir los criterios de adhesión.
Junto a los criterios de Copenhague, otros dos documentos definen la pertenencia a la Unión Europea: El Tratado de Maastricht de 1992 (Artículo 49, criterios geográficos y políticos por parte de la Comisión Europea y el Consejo de la Unión Europea), y las negociaciones marco para cada país candidato (Condiciones específicas y detalladas). Durante las negociaciones con cada país candidato, el progreso hacia el cumplimiento de los criterios de Copenhague se controla regularmente. Sobre esta base se toman las decisiones sobre cuando y como un país ha de participar, o qué acciones ha de tomar antes de unirse.

## Historia
| Poul Nyrup Rasmussen Primer ministro de Dinamarca y Presidente del Consejo Europeo |                         |                            |
| Jacques Delors Presidente de la Comisión Europea                                   |                         |                            |
| Hans van den Broek Comisario de Asuntos Exteriores (Comisión Europea)              |                         |                            |
| Alemania                                                                           | Helmut Kohl             | Canciller Federal          |
| Alemania                                                                           | Klaus Kinkel            | Ministro de AA EE.         |
| Bélgica                                                                            | Jean-Luc Dehaene        | Primer ministro            |
| Bélgica                                                                            | Willy Claes             | Ministro de AA EE.         |
| España                                                                             | Felipe González         | Presidente del gobierno    |
| España                                                                             | Javier Solana           | Ministro de AA EE.         |
| Francia                                                                            | François Mitterrand     | Presidente de la República |
| Francia                                                                            | Édouard Balladur        | Primer ministro            |
| Francia                                                                            | Alain Juppé             | Ministerio de AA EE.       |
| Grecia                                                                             | Constantinos Mitsotakis | Primer ministro            |
| Irlanda                                                                            | Albert Reynolds         | Taoiseach                  |
| Italia                                                                             | Carlo Azeglio Ciampi    | Primer ministro            |
| Luxemburgo                                                                         | Jacques Santer          | Primer ministro            |
| Luxemburgo                                                                         | Jacques Poos            | Ministro de AA EE.         |
| Países Bajos                                                                       | Ruud Lubbers            | Primer ministro            |
| Portugal                                                                           | Aníbal Cavaco Silva     | Primer ministro            |
| Portugal                                                                           | José Manuel Barroso     | Ministro de AA EE.         |
| Reino Unido                                                                        | John Major              | Primer ministro            |

En la cumbre del 21 y 22 de junio de 1993 en Copenhague, el Consejo Europeo estableció los criterios que todo país candidato debe cumplir para poder ingresar en la Unión Europea. Los principios fundamentales buscaban la homogeneidad de las instituciones en el seno de la UE, de forma que cada Estado miembro respete los principios de libertad, democracia, de los derechos humanos y las libertades fundamentales y Estado de derecho. Estos puntos se incluyeron en el Tratado de la Unión Europea (artículo 6, artículo 49). Luego se intensificaron dichos criterios en el Consejo Europeo de Madrid, en 1995.
Cuando estos criterios se acordaron en 1993 no existía un mecanismo para asegurarse que cualquier país que ya era miembro de la UE cumpliera estos criterios. Estas disposiciones entraron en vigor hacia los estados ya miembros el 1 de febrero de 2003 en virtud de las disposiciones del Tratado de Niza.
La mayoría de estos elementos fueron esclarecidos y expuestos de un modo más preciso, en los quince años posteriores a través de la legislación del Consejo, la Comisión y el Parlamento Europeo, así como por la jurisprudencia del Tribunal de Justicia.
No obstante, a veces aparecen conflictos en las interpretaciones que hacen los diferentes Estados miembros actuales. Algunos ejemplos se detallan a continuación.

## Los criterios

### Criterios políticos
Democracia
La democracia funcional de la gestión de los asuntos públicos exige que todos los ciudadanos de los Estados miembros tienen que estar en condiciones de participar, en condiciones de igualdad, en la toma de las decisiones políticas que rigen la vida política, en cada uno de los niveles, ya sea a nivel local, regional o estatal. Esto también exige la libre elección con voto secreto, el derecho a establecer partidos políticos sin ningún obstáculo por parte del Estado; la libertad de expresión y prensa; la libre organización en sindicatos, y la libertad judicial.
Estado de Derecho
El Estado de Derecho implica que la autoridad del gobierno sólo puede ejercer en conformidad con las leyes establecidas en cada país, que fueron aprobadas a través de un procedimiento establecido. El principio es la intención de ser una salvaguarda contra las arbitrariedades falladas en casos individuales.
Derechos humanos
Los derechos humanos son los derechos que tiene toda persona debido a su calidad como ser humano, estos derechos son "inalienables" y pertenecientes a todos los seres humanos. Si es un derecho inalienable, lo que significa que no puede ser otorgado, concedido, vendido o limitado. Entre ellos figuran el derecho a la vida, el derecho a ser procesado sólo según las leyes que están en existencia en el momento de cometer el delito, el derecho a no ser sometido a la esclavitud, y el derecho a no ser sometido a torturas.
La Declaración Universal de los Derechos Humanos realizada por la ONU es considerada la más alta formulación de los derechos humanos, aunque la UE cuenta asimismo con un mecanismo de refuerzo, la Convención Europea de Derechos Humanos. La obligación de seguir en esta línea ha forzado varias naciones recientemente adheridas a la UE a realizar cambios importantes en su legislación, los servicios públicos y el poder judicial. Muchos de los cambios en el tratamiento de las minorías étnicas y religiosas, o la eliminación de las disparidades de tratamiento entre las diferentes facciones políticas.
El respeto y la protección de las minorías
Los miembros de estas minorías nacionales tienen que ser capaces de mantener su cultura y prácticas tradicionales, incluyendo su idioma sin sufrir ningún tipo de discriminación.
La convención del Consejo de Europa en este tema fue un gran avance en este campo. Sin embargo este tema es tan sensible que el convenio todavía no incluye una definición clara de estas minorías. Como resultado de esto, muchos de los Estados firmantes han añadido aclaraciones oficiales para su firma en las cuales constan las minorías del país. Las declaraciones hechas con respecto a los tratados N º 157. Convenio Marco para la Protección de las Minorías Nacionales incluyen:
- En Dinamarca: la "minoría alemana del sur de Jutlandia".
- En Alemania: "daneses de nacionalidad alemana y los sorabos de Lusacia .... los grupos étnicos que residen tradicionalmente en Alemania, los frisones y los gitanos".
- En Eslovenia: "las minorías italianas y húngaras".
- En el Reino Unido: "las minorías córnicas de Cornualles".
- En Austria: "las minorías croatas, eslovenas, húngaras, checas, eslovacas y gitanas".
- En Rumanía: este país reconoce 20 minorías nacionales y su ley electoral les garantiza representación parlamentaria.

Otros firmantes declararon que no tienen minorías nacionales, tal como quedó definido.
Se llegó a un consenso (entre otros expertos jurídicos, los llamados grupos de Venecia) que esta convención se refiere a cualquier grupo étnico, lingüístico o religioso de personas que se define a sí misma como un grupo distintivo, que forma la histórica población o en una parte importante histórica y actual de las minorías en una zona bien definida, y que mantiene estable y las relaciones de amistad con el estado que vive. Algunos expertos y países querían ir más allá. Sin embargo, las recientes minorías, como los inmigrantes, no han sido enumeradas por los países firmantes de las minorías afectadas por este convenio.

### Criterios económicos
Los criterios económicos, en termas generales, requieren que los países candidatos tengan un funcionamiento de economía de mercado y que sus productores tengan la capacidad de plantar cara a la presión competitiva de las fuerzas del mercado dentro de la Unión.

### Otros criterios
Finalmente aparece el requisito último que todos los Estados potenciales tienen que adecuar la legislación nacional para armonizarla con el cuerpo de la Derecho comunitario, conocida como el acervo comunitario. En la preparación para cada admisión, el acervo es dividido en capítulos separados, cada uno tratando áreas de política diferente. Para el proceso de la quinta ampliación que concluyó con la admisión de Bulgaria y Rumanía en 2007, se dividió en 31 capítulos. En las rondas de conversaciones con Croacia y Turquía el acervo ha sido dividido en más de 35 capítulos.